# Heinrich von Schmidt
Pour les articles homonymes, voir Schmidt.
Le baron Heinrich von Schmidt né le 8 mars 1850 à Cologne et décédé le 4 septembre 1928, est un architecte et professeur d'architecture allemand.

## Biographie
Il enseigna à partir de 1883 les techniques de l'architecture médiévale à la Faculté d'Architecture du Polytechnicum de Munich.
Il est l'auteur de nombreuses églises et temples protestants en Allemagne.
Il est également connu en Belgique pour avoir achevé en 1908 la façade de l'église Notre-Dame de Laeken commencée par Poelaert, en y édifiant un triple porche et en la dotant d'une flèche gothique.

## Constructions et projets
- 1876-1879 : reconstruction de l'église Sainte-Marie de Gelnhausen (de)
- 1879-1889 : reconstruction de l'église Sainte-Catherine d'Oppenheim (de) (avec son père Friedrich von Schmidt)[2].
- 1882-1885 : église paroissiale protestante à Flonheim
- 1883-1884 : église protestante à Ober-Hilbersheim[3].
- 1884-1901 : église Saint-Maximilien de Munich
- 1885-1886 : église paroissiale protestante à Nieder-Saulheim[3].
- 1886 : église protestante avec hall néogothique en pierre de taille à Friesenheim
- 1887 : décoration de l'hôtel de ville de Passau
- 1889-1892 : église paroissiale catholique Saint-Vitus à Tittling
- Aménagement de la façade ouest de la cathédrale Saint-Étienne de Passau
- 1887 : rénovation du chœur et de la sacristie de l'église simultanée de Bechtolsheim (de)
- 1887-1888 : église protestante avec salle néogothique en pierre de taille à Ober-Flörsheim
- 1887-1888 : église protestante (dite cathédrale de la vallée de la Selz (de)) à Großwinternheim[4].
- 1887-1888 : église protestante à Bodenheim
- 1887-1892 : église Sainte-Marie de Kaiserslautern (de)
- 1892-1894 : église Saint-Jean de Darmstadt (de)
- 1893-1895 : église catholique du Sacré-Cœur sur la Zülpicher Platz à Cologne (d'après un projet de son père Friedrich von Schmidt, déjà décédé en 1891)[5].
- 1896-1898 : restauration de l'église abbatiale de Landau in der Pfalz (de).
- 1908 : Tour et porche de l'église Notre-Dame de Laeken près de Bruxelles (anciennes étapes de construction d'après le projet de Joseph Poelaert)